# Jonathan Nossiter
Jonathan Nossiter (ur. 12 listopada 1961 w Waszyngtonie) – amerykański reżyser, scenarzysta i producent filmowy. Tworzy zarówno filmy fabularne, jak i dokumentalne.

## Życiorys
Urodził się w Waszyngtonie w rodzinie żydowskiej. Jego ojciec, Bernard Nossiter, pracował jako korespondent zagraniczny dla gazet „Washington Post” i „The New York Times”. W związku z tym Jonathan wychowywał się we Francji, Anglii, Włoszech, USA, Grecji, Brazylii i w Indiach. Studiował malarstwo w paryskiej École des Beaux-Arts i w San Francisco Art Institute, jak również starożytną grekę w Dartmouth College.
Początkowo pracował jako asystent reżysera w angielskich teatrach, po czym przeniósł się do Nowego Jorku. Tam właśnie został asystentem reżysera Adriana Lyne'a na planie filmu Fatalne zauroczenie (1987), gdzie poznał aktora Quentina Crispa, który zagrał główną rolę w debiucie reżyserskim Nossitera - dokumencie Resident Alien (1990).
Jego drugi film, Niedziela (1997), zaprezentowany został w ramach sekcji „Un Certain Regard” na 50. MFF w Cannes. Obraz zdobył po dwie nagrody na Sundance Film Festival oraz na MFF w Deauville.
Kolejny film Nossitera, W świecie wina (2004), startował w konkursie głównym na 57. MFF w Cannes jako zaledwie czwarty film dokumentalny w tej sekcji w historii festiwalu. Obraz poświęcony był wpływowi globalizacji na różne regiony uprawy winorośli na świecie. Tematyka filmu związana była ściśle z zainteresowaniami reżysera, gdyż Nossiter jest profesjonalnym znawcą win i autorem książek o nich. Posiada również tytuł sommeliera.
Akcja ostatniego filmu Nossitera, Ostatnie słowa (2020), rozgrywa się w 2085 roku, a w rolach głównych występują w nim Nick Nolte, Charlotte Rampling, Alba Rohrwacher i Stellan Skarsgård. Obraz znalazł się w selekcji oficjalnej odwołanego z powodu pandemii 73. MFF w Cannes.
Obecnie mieszka we Włoszech, gdzie uprawia owoce i warzywa na farmie nad Jeziorem Bolsena oraz wychowuje troje swoich dzieci.